# Fleurus presse
Ne doit pas être confondu avec Fleurus (maison d'édition).
 (février 2016).
Fleurus Presse est le troisième éditeur de presse jeunesse, fondée en 1929. La maison d'édition appartient depuis 2015 à Unique Heritage Media (UHM), destiné au développement culturel et personnel des enfants et de leur famille.

## Histoire
Fleurus Presse (qui ne porte pas encore ce nom) est créé en 1929 avec le lancement du journal Cœurs Vaillants imaginé par les prêtres Fils de la charité, qui dirigent l'UOCF (Union des œuvres catholiques de France). En décembre 1937, le groupe lance le magazine Âmes Vaillantes destiné aux filles. En parallèle naît le mouvement de jeunesse Cœurs Vaillants et Âmes Vaillantes qui donnera naissance à l'ACE (Action Catholique des Enfants). Fleurus développe d'autres hebdomadaires pour enfants, comme Fripounet (lancé en 1943) ou Perlin (en 1956, premier magazine pour les moins de 8 ans). En 1945, Fripounet est le magazine le plus connu de la jeunesse, avec plus de 350,000 lecteurs.
Ce qui n'est que l'Union des Œuvres Catholiques de France devient Fleurus lorsque l'institution s'installe au 31, rue de Fleurus à Paris 6ème.
Les années 1970 sont marquées pour Fleurus Presse par une lente décroissance de son activité, au profit de Bayard Presse (anciennement la Bonne Presse, installée 5 rue Bayard à Paris), qui sous la direction de Yves et Mijo Beccaria lanceront successivement Pomme d'Api (1966), Okapi, Les Belles Histoires, mais surtout J'aime Lire (1977) puis Astrapi, marquant ainsi un grand renouveau de la presse jeunesse de 1966 à 1980. En 1980, Milan Presse, nouvelle créée avec le magazine Toboggan, donne un coup supplémentaire à la maison de presse. 
En 1986, Fleurus Presse est filialisée, et reprise en 1988 par Télérama, appartenant au groupe La Vie Catholique. C'est une phase de renouveau pour l'éditeur, qui reprend Abricot à Nathan en 1988, lance coup sur coup Je Lis Déjà en 1988, Je Lis des Histoires Vraies en 1991, Papoum en 1994, Mille et une histoires en 1998, et toute la gamme filles (Les P'tites Sorcières en 1998, Les P'tites Princesses en 2002 et Les P'tites Filles à la Vanille en 2005). Fleurus Presse se positionne avec un magazine généraliste à destination des 5 à 8 ans avec le lancement de Pirouette en 2002, en chaînage du magazine Abricot (devenu depuis un des best sellers du groupe).
Fleurus Presse passera aux mains du groupe Le Monde en 2003 à la faveur du rachat du Groupe La Vie Catholique. La partie édition (Fleurus Éditions) est alors reprise par le groupe Ampère, créé par Rémy Montagne, qui les confie à une de ses holdings, Média-Participations.
En 2005, L'Hebdo des Juniors, créé en 1997, change de nom et devient Le Monde des ados, un hebdomadaire pour les jeunes à partir de 10 ans qui propose des questions d'actualité, un dossier et des pages thématiques. Fleurus Presse lance les premiers magazines sous licence en partenariat avec France Télévision et l'émission Les Zouzous.
En 2009, Le Monde décide de vendre sa branche jeunesse, composée de Fleurus Presse et de Junior Hebdo, à Financière de Loisirs et au fonds d'investissement OpenGate Capital. À cette date, la branche emploie près de 100 personnes et 35 animatrices salariées sont présentes en région pour animer et promouvoir les produits auprès des parents, des enseignants et des Comités d'Entreprise. Fleurus Presse déménage au cœur de Paris, au 34 rue du Sentier dans le 2e arrondissement. Fleurus entre de nouveau dans une période de forte restructuration, combinée à une volonté de développement des savoir-faire. En 2015, la société ne compte plus que 32 salariés.
En 2010, 2 nouveaux titres sont lancés : Comment ça marche et Tchô ! (édité avec Glénat), et des accords de licence sont signés notamment avec des chaînes de télévision (France Télévision, TF1), des éditeurs de bande dessinée (Glénat, Le Lombard) et des sociétés de production (Dreamworks Animation). En 2012, Fleurus Presse décide de décliner le magazine de découverte à destination des 8-12 ans, et lance le magazine Tout Comprendre (qui deviendra Tout Comprendre Junior en 2017). 
En mai 2015, le groupe de média jeunesse Unique Heritage Media (UHM) fondé par Emmanuel Mounier rachète Fleurus Presse à Financière de Loisirs et au fonds d'investissement OpenGate Capital, et s'installe 2, Villa de Lourcine à Paris 14. Emmanuel Mounier devient directeur des publications. 
En mars 2016, Emmanuel Mounier décide de lancer Quelle Histoire Mag (destiné au public de 7 à 10 ans) en partenariat avec la jeune startup de l'édition Quelle Histoire, surfant sur le succès commercial de sa collection de petits livres éducatifs. En mai 2016, le magazine Pirouette crée 2 pages interactives pour apprendre l'anglais en s'amusant, en partenariat avec Pili Pop, séquence éditoriale qui sera généralisée par Emmanuel Mounier à l'ensemble des magazines de la gamme Jeunesse et Junior de Fleurus Presse dans le courant de l'année 2017. En novembre 2016, Le Monde des Ados lance un site internet à destination de son public de collégiens, afin de les tenir informés de l'actualité.
En 2017, Emmanuel Mounier associe Fleurus Presse avec National Geographic pour lancer la version francophone de National Geographic Kids en France, et continue d'innover en proposant des formules d'apprentissage des langues avec Pili Pop à tous les magazines de sa tranche d'âge Junior (7-12 ans). La gamme Sciences, Découvertes et Innovation est rassemblée sous une seule marque pour amorcer une reconquête de son lectorat : Tout Comprendre. Elle comprend Tout Comprendre Junior (8 - 12 ans), Tout Comprendre Plus (ex Comment Ça Marche) et Tout Comprendre Max (trimestriel thématique et encyclopédique, antérieurement appelé Tout le Savoir).

### Identité visuelle (logo)

## Annexe